# Burg Šaumburk
Die mährische Burg Šaumburk (deutsch Burg Schaumburg bzw. ursprünglich Burg Schauenburg) ist eine abgegangene Höhenburg oberhalb der Ortschaft Podhradní Lhota auf dem Hügel Bašta in den Hostýnské vrchy im heutigen Okres Kroměříž in der Region Zlínský kraj in Tschechien.

## Geschichte
Die mährische Burg Schaumburg wurde vom Olmützer Bischof Bruno von Schauenburg errichtet und 1272 erstmals schriftlich erwähnt. Sie hatte die Ausmaße von 120 × 55 Metern und wurde als bischöflicher Repräsentationssitz und Verwaltungszentrum für die Herrschaft Kelč sowie zum Schutze des nördlich des Gebirges verlaufenden Handelsweges errichtet. Mit Nikolaus von Chorin (Mikuláš z Choryně) ist erstmals für das Jahr 1275 ein Burggraf belegt. Nach Bischof Brunos Tod 1281 wurde die Burg beschädigt, anschließend jedoch wieder instand gesetzt. Für die Jahre 1320 bis 1325 ist noch ein Burggrafenamt nachgewiesen, in den nachfolgenden Jahrzehnten wurde die Burg dem Verfall preisgegeben. Erhalten sind Teile der Burggräben und -wälle.
In der zweiten Hälfte des 14. Jahrhunderts entstand etwa einen halben Kilometer nördlich der ehemaligen Burg in 530 m. ü. M. die Neue Burg Schaumburg (Nový hrad Šaumburk). Von ihr haben sich Ruinenreste erhalten. Sie werden heute fälschlicherweise als Zubříč bezeichnet.
Zwischen 1977 und 1991 erfolgten unter Leitung des Archäologen Jiří Kohoutek umfangreiche Untersuchungen, bei denen sich die Ausmaße der Burg deutlich größer als angenommen zeigten.